# تمكروت

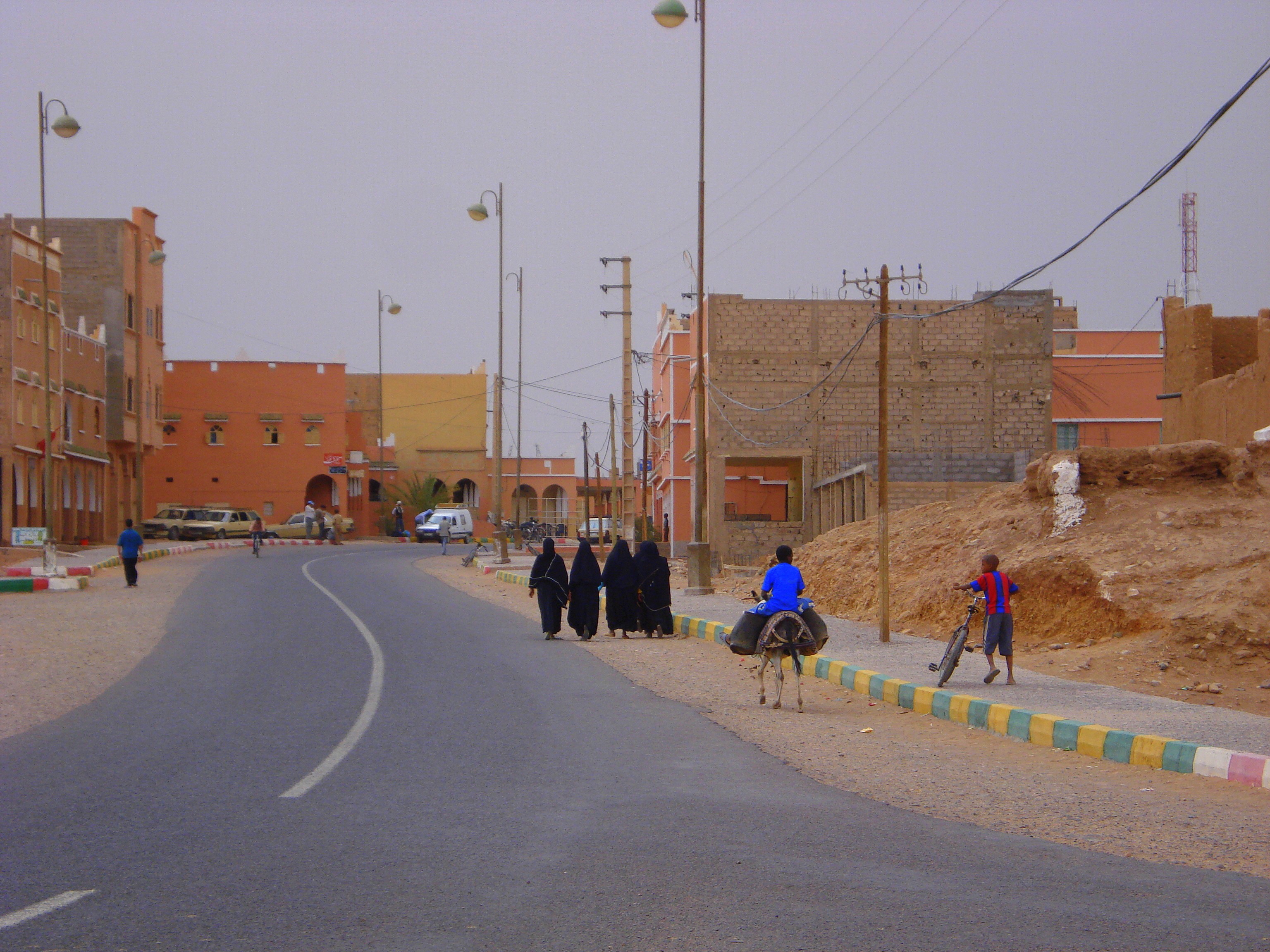
منظر لطريق في تمكروت

تَمكروت أو تمجروت هي بلدة ومركز جماعة قروية بنفس الاسم في إقليم زَكورة، جهة درعة تفلالت. تقع على بعد 18 كم جنوب زَكورة. جل سكانها يشتغلون بالفلاحة المعيشية، غير انه في الآونة الاخرة بعد إنشاء سد باقليم ورزازات جف نهر درعة، مما عجل بأبناء الجماعة للهجرة إلى المدن خصوصا الدار البيضاء و مراكش. لكن منذ بدايات التسعنيات أصبح الإقليم ككل يستثمر في الموارد البشرية فجل العائلات أصبحت ترسل أبناءها لمدينة أكادير ومراكش من أجل اتمام الدراسة، مما خفف شيئا ما من بطالة الساكنة الناشطة ونمى الجماعة القروية في انتظار إحدات نواة جامعية بالإقليم في المستقبل القريب.
توجد بها مكتبة تمكروت أو دار الكتب الناصرية بتمكروت وهي من أقدم المكتبات المغربية 

## تاريخ
كانت تامكروت مركزًا دينيًا منذ القرن الحادي عشر. وكانت بها مدرسة دينية اشتهرت على يد أبو حفص عمر بن أحمد الأنصاري في عامي 1575 و1576. أخذت الطريقة الناصرية اسمها من مؤسسها سيدي محمد بن ناصر الدراوي (1603-1674)، الذي تولى التدريس في زاوية تامكروت في أربعينيات القرن السابع عشر.
الشيخ التاسع عشر أبو بكر معروف في وادي درعة (زاوية محاميد غسلان) وفي الغرب من خلال لقاءاته مع الرحالة جيرهارد رولفس وشارل دو فوكو. لمشاهدة الكتب في المكتبة، يجب الحصول على ترخيص من الحكومة المغربية، التي تسمح لك بالتعامل مع الكتب الموجودة داخل المكتبة فقط. الكتب التي جمعها علي بن تشمل نصوصًا في الطب، وتعليم القرآن وعلم الفلك، وكذلك الرياضيات والعلوم.

## الفخار
يقام السوق الأسبوعي المفتوح أيام السبت في وسط المدينة، حيث يمكن للناس الاستمتاع بمشاهدة جميع أنواع الفخار.